# Secret of Mana
Secret of Mana ist ein Rollenspiel für das Super Nintendo, welches am 24. November 1994 in Europa von Square (heute Square Enix) veröffentlicht wurde. Ursprünglich wurde es in Japan am 6. August 1993 als Seiken Densetsu 2 (聖剣伝説,2) veröffentlicht. Es ist die Fortsetzung des Spiels Seiken Densetsu aus dem Jahr 1991, das in Nordamerika als Final Fantasy Adventure und in Europa als Mystic Quest veröffentlicht wurde. Es war der erste Titel, der als Teil der Mana-Serie und nicht als Teil der Final-Fantasy-Serie vermarktet wurde. Mithilfe des Multitap-Zubehörs können bis zu drei Spieler gleichzeitig spielen. Das Spiel wurde 2008 für die Virtual Console der Wii-Plattform wiederveröffentlicht. Am 15. Februar 2018 wurde ein Remake für die PlayStation 4 und Steam (PC) veröffentlicht, das neben 3D-Grafik auch eine englische und japanische Sprachausgabe enthält.

## Geschichte
Drei Jungen aus dem Quelldorf missachten die Anordnungen des Dorfältesten und gehen zum nahen Wasserfall, von dem gesagt wird, dass dort ein Schatz aufbewahrt wird. Randi, einer der drei, stolpert und fällt den Wasserfall hinunter. Dort findet er ein altes, rostiges Schwert, das in einem Stein steckt. Eine ihm unbekannte Stimme sagt, dass er es herausziehen und befreien sollte. Als er das Schwert befreit hat, tauchen überall Monster in Quelldorf und der näheren Umgebung auf. Die Dorfbewohner sehen die Entfernung des Schwertes als schlechtes Zeichen und verbannen Randi für immer aus Quelldorf. Ein älterer Ritter mit Namen Gemma erkennt das Schwert kurz darauf als das legendäre Mana-Schwert und treibt Randi dazu an, die acht Manatempel zu besuchen, um die Kraft des Schwertes zu reaktivieren. Auf seinen Reisen lernt er schließlich Prim und Popoi kennen, die ihn begleiten. Popoi versucht zunächst, Randi um sein Geld zu erleichtern, sieht in ihm jedoch eine Möglichkeit, sein Gedächtnis zurückzuerlangen. Prim hingegen möchte ihre große Liebe Dyluck finden, der vor einigen Monaten verschollen ist.

### Acht Mana-Samen
Während ihrer Reise werden die Helden vom Imperium verfolgt, welche die Siegel der acht Mana-Samen brechen und damit die Mana-Festung wiederauferstehen lassen wollen. Weder Imperator Vandol noch seinen Untergebenen ist bewusst, dass sie von Thanatos manipuliert werden, einem antiken Magier, der ihnen versprochen hat, ihnen bei der Übernahme der Welt zu helfen. Da sich der Zustand von Thanatos' Körper immer mehr verschlechtert, ist er auf der Suche nach einem passenden Körper, den er besetzen kann. Nachdem er das komplette Imperium in eine Trance versetzt hat, entführt er zwei passende Kandidaten, Dyluck und eine junge Frau namens Phanna, entscheidet sich im Verlauf des Spiels jedoch für Dyluck. Schließlich gelingt es dem Imperium, alle acht Mana-Samen zu entsiegeln. Allerdings verrät Thanatos den Imperator und tötet ihn und seine Männer, um selbst die Kontrolle über die Mana-Festung zu erhalten.

### Der Mana-Baum
Die Gruppe reist zum Nebelvulkan, um den Mana-Baum aufzusuchen. Thanatos jedoch erkennt den Plan der Helden, positioniert die Mana-Festung über dem Baum und zerstört ihn. Die verbrannten Überreste des Baumes sprechen mit den Helden und offenbaren, dass bald eine Kreatur mit Namen Mana-Drache beschworen wird, welches die Festung zerstören wird. Dieser hat jedoch kaum Kontrolle über seine Macht und wird die Welt wohl gleich mit zerstören. Der Baum erklärt zudem, dass er aus den Seelen der Frauen einer bestimmten Blutlinie besteht und gerade mit der Stimme von Randis Mutter spricht. Sie war die Frau von Arion, dem ersten Mana-Ritter. Arions Geist hatte beim Wasserfall mit Randi gesprochen und ihn dazu gebracht, das Schwert aus dem Stein zu ziehen, damit er den Mana-Drachen aufhalten kann. Das Trio fliegt mit Luftis Hilfe zur Mana-Festung und konfrontiert Thanatos, welcher gerade die letzten Vorbereitungen trifft, um sein Gedächtnis mit dem von Dyluck zu tauschen. Mit seinen letzten Kräften warnt Dyluck die Helden davor, dass Thanatos seine Seele an die Unterwelt verkauft hat und die Festung keinesfalls haben darf. Daraufhin tötet er sich selbst und sorgt so dafür, dass Thanatos sich in einen skelettartigen Lich verwandelt, der leicht besiegt werden kann. Kurz darauf gibt sich der Mana-Drache zu erkennen und attackiert die Festung. Randi ist zurückhaltend beim Kampf gegen die Kreatur, weil er Angst hat, dass das Verschwinden allen Manas, was durch den Tod des Drachen verursacht würde, auch zu Popois Ende führt. Doch Popoi ermutigt ihn dazu und so aktiviert Randi die volle Kraft des Mana-Schwertes. Dies führt zu einer Explosion des Mana-Drachen und er verwandelt sich in Schnee, der auf die Erde rieselt. Am Ende des Spiels sieht man Randi, wie er das Schwert an seinen rechtmäßigen Platz zurückbringt und Popois Geist hinter ihm erscheint.

## Entwicklung
Secret of Mana wurde von Koichi Ishii, dem Schöpfer des Game-Boy-Vorgängers, Final Fantasy Adventure, inszeniert und entworfen. Er erklärte, dass er der Meinung sei, dass Secret of Mana mehr „sein Spiel“ ist als andere Projekte, an denen er gearbeitet hat, wie die Final-Fantasy-Serie. Das Spiel wurde in erster Linie von Nasir Gebelli programmiert und vom erfahrenen Designer Hiromichi Tanaka produziert. Zusätzlich zur besseren Grafik- und Klangqualität als sein Vorgänger wurde die Angriffskraftanzeige geändert, um noch ansprechender zu sein. Das Waffenlevelsystem ersetzte das System von Final Fantasy Adventure, um die Geschwindigkeit der Angriffslehre zu erhöhen.

### Mehrspieler-Spiel
Das Partysystem erhielt auch ein Upgrade vom ersten Teil. Anstelle von temporären Gefährten, die nicht aktualisiert werden konnten, wurden Gruppenmitglieder zu ständigen Protagonisten und konnten von anderen Spielern kontrolliert werden. Die Multiplayer-Komponente war nicht Teil des ursprünglichen Designs, wurde jedoch hinzugefügt, als die Entwickler erkannten, dass sie alle drei Charaktere leicht vom Menschen steuern lassen konnten.

### Echtzeit-Kampfsystem
Wie schon im ersten Seiken Densetsu finden die Kämpfe in Echtzeit statt; zwischen den Angriffen müssen Spieler eine feste Zeitspanne warten, um wieder einen effektiven Waffenhieb auszuführen zu können. Ebenso führen die Gegner ihre Angriffe mit unterschiedlichen Zeitabständen aus, je nachdem, ob sich der Spieler in ihrer Nähe befindet. 
Die begleitenden Spielfiguren können zusätzlich unterschiedliche Zauber wirken, wobei das Mädchen eher über defensive Magien verfügt und der Kobold vorwiegend Angriffszauber ausübt. Werden die Begleiter nicht von zwei zusätzlichen Spielern gesteuert, übernimmt das Spiel ihre grundlegende Kontrolle, wobei der Spieler den Grad ihrer Aggressivität und die Aufladung der Waffen vorgeben kann. 
Neben der Stufenerhöhung der Spielfiguren steigern sich auch Waffen und Zauber durch wiederholten Gebrauch in ihrer Effektivität. Das Fenstermenü des Vorgängers wurde durch das sogenannte Ringmenü ersetzt, bei dem Gegenstände oder Zauber als ein Reif von Symbolen dargestellt werden, welcher über einen Cursor rotierend die Auswahl wechselt. Das verwendete Echtzeit-Kampfsystem wurde von seinen Entwicklern als Erweiterung des Kampfsystems beschrieben, das in den Final-Fantasy-Titeln verwendet wurde. Das System für Erfahrungspunkte und das Aufsteigen wurde aus Final Fantasy III übernommen. Laut Tanaka verfügt das Kampfsystem des Spiels über Mechaniken, die erstmals für Final Fantasy IV in Betracht gezogen wurden. In ähnlicher Weise wurden nicht verwendete Funktionen in Secret of Mana vom Chrono-Trigger-Team übernommen, das (wie Final Fantasy IV) zu dieser Zeit in Produktion war. Laut Tanaka war das Projekt ursprünglich als Final Fantasy IV mit einer „aktionsbasierteren, dynamischeren Oberwelt“ geplant. Es wurde jedoch nicht mehr Final Fantasy IV, sondern wurde während der Entwicklung zu einem separaten Projekt mit dem Codenamen Chrono Trigger, bevor es schließlich zu Seiken Densetsu 2 wurde. Tanaka sagte, dass es sich für ihn „immer wie eine Fortsetzung“ von Final Fantasy III anfühlte.

### SNES-CD Add-On
Secret of Mana war ursprünglich als Starttitel für das SNES-CD-Add-On geplant. Nachdem der Vertrag zwischen Nintendo und Sony über die Produktion des Add-Ons fehlgeschlagen war und Sony seine Arbeit an der SNES-CD in die konkurrierende PlayStation-Konsole umwandelte, passte Square das Spiel für das SNES-Modul an. Das Spiel musste verkleinert werden, da der Speicherplatz eines Super-Nintendo-Moduls viel kleiner war als eine CD-ROM. Aufgrund der Hardwareänderung mussten einige Funktionen aus dem Spiel entfernt und einige abgeschlossene Arbeiten erneut ausgeführt werden. Eine der wichtigsten Änderungen war die Aufhebung der Option, mehrere Routen durch das Spiel zu nehmen, was im Gegensatz zur linearen Reise im Endprodukt zu mehreren möglichen Enden führen sollte. Die verbleibende Handlung war anders als die ursprüngliche Vorstellung, und Tanaka sagte, dass die ursprüngliche Geschichte einen viel dunkleren Ton hatte. Ishii schätzte, dass bis zu vierzig Prozent des geplanten Spiels fallen gelassen wurden, um die Platzbeschränkungen zu erfüllen, und Kritiker merkten an, dass die Hardwareänderung zu technischen Problemen führte, wenn zu viel auf einmal im Spiel passiert.

### Übersetzung
Die englische Übersetzung für Secret of Mana wurde in nur 30 Tagen bzw. wenigen Wochen nach der Veröffentlichung in Japan fertiggestellt und die nordamerikanische Lokalisierung wurde ursprünglich als Final Fantasy Adventure 2 beworben. Kritiker merkten an, dass die Übersetzung hastig durchgeführt wurde, damit das Spiel für die Weihnachtszeit 1993 in Nordamerika veröffentlicht werden kann. Laut dem Übersetzer Ted Woolsey wurde ein großer Teil des Drehbuchs des Spiels aus Platzgründen in der englischen Lokalisierung herausgeschnitten. Um Text auf dem Hauptspielbildschirm anzuzeigen, verwendet die englische Übersetzung eine Schriftart mit fester Breite. Dies begrenzt den verfügbaren Speicherplatz für die Anzeige von Text. Woolsey war unglücklich darüber, dass er Gespräche reduzieren musste und dass er so wenig Zeit für Übersetzungen hatte, und kommentierte, dass es ihn „fast umgebracht hätte“. Das Drehbuch war schwer zu übersetzen, da es Woolsey in ungeordneten Textgruppen wie „gemischte Seiten eines Romans“ präsentiert wurde. Andere Lokalisierungen wurden in Deutsch und Französisch vorgenommen. In der japanischen Version wurden nur die drei Protagonisten im Handbuch genannt, während in westlichen Versionen die Namen der Charaktere bis zum erweiterten Port des iOS weggelassen wurden.
Die deutsche Übersetzung des Originals fertigte der für seinen flapsigen Humor in seinen Übersetzungen bekannte Claude M. Moyse an, der selbst kein Japanisch sprach, aber von Nintendo of Europe trotzdem für Videospiel-Übersetzungen aus dem Japanischen, zum Beispiel auch für Link's Awakening, beschäftigt wurde. Auf ihn gehen die im Spiel vorkommenden Namen wie „Horrorwindel“ und „Pogopuschel“ zurück. Ein blonder Stadtbewohner mit dem Namen Heino sucht seine Sonnenbrille, und Goblins flüchten vor dem Spieler, da die Lindenstraße gleich beginnt – Easter Eggs, die im Originaltext so sicher nicht vorgekommen sind. Für die deutsche Version des Remakes wurde eine neue Übersetzung angefertigt, die sich teils deutlich von der recht freien SNES-Version unterscheidet, dafür aber näher am japanischen Original ist.

## Musik

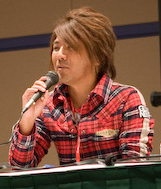
Komponist Hiroki Kikuta

Die Originalpartitur für Secret of Mana wurde von Hiroki Kikuta komponiert und produziert. Kenji Ito, der den Soundtrack für Final Fantasy Adventure komponiert hatte, war ursprünglich für das Projekt vorgesehen, wurde jedoch durch Kikuta ersetzt, nachdem er mit anderen Projekten wie Romancing SaGa begonnen hatte. Secret of Mana war Kikutas erste Videospiel-Partitur und er hatte Schwierigkeiten, mit den Hardware-Einschränkungen des Super NES umzugehen. Der „Super Nintendo“ spielte Musik durch einen damals für Konsolen zwar sehr leistungsfähigen Sampler ab und die dafür benötigte Soundtable lieferte das Spiel selbst auf dem Modul mit, doch es stand für Sound und Originaldaten mit 64 KB nur wenig Speicherplatz im RAM zur Verfügung und es mussten Verfremdungseffekte der Konsole genutzt werden, um Musikstücke zu erzeugen. Kikuta versuchte, in der Musik zwei „kontrastierende Stile“ zum Ausdruck bringen, die weder eindeutig der Popmusik noch einer Standard-Spielmusik der damaligen Zeit zuzuordnen wäre.
Kikuta arbeitete hauptsächlich alleine an der Musik, verbrachte fast 24 Stunden am Tag in seinem Büro und wechselte zwischen Komponieren und Bearbeiten, um einen Soundtrack zu erstellen, der seiner Meinung nach „immersiv“ und „dreidimensional“ wäre. Anstatt wie die meisten Spielemusikkomponisten der Zeit die Instrumenten-Samples von Toningenieuren erstellen zu lassen, erstellte Kikuta seine eigenen Samples, die den Hardwarefähigkeiten des Super NES entsprachen. Mit eigenen Samples konnte er genau hören, wie jedes Stück auf der Hardware des Systems klingen würde und musste nicht über Unterschiede zwischen seiner Komposition und der Wiedergabe durch das SNES nachdenken. 

### Titelbildschirm
Kikuta entwarf den zusammenhängenden Titeltrack Fear of the Heavens, der zur Titelkarte des Spiels abgespielt wird und mit Walgesang zum Studiologo beginnt, synchron zum Geschehen auf dem Bildschirm. Auch im weiteren Spielverlauf unterstreichen leiseres Abspielen, Unterbrechungen und Überblendungen das Spielgeschehen. Zu dieser Zeit versuchten Komponisten selten, die Musik eines Spiels an Grafik und Spielgeschehen anzupassen und entwarfen ihre Stücke eher dafür, sie in einer Dauerschleife abspielen zu können. Kikuta startete den Titeltrack jedoch mit Walgesang statt mit dem traditionellen „Ping“, um zu versuchen, den Spieler von Anfang an „tiefer mit dem Spiel zu verbinden“. Das Sampling der Walgesänge und seine Verfremdung mit dem Soundchip der Konsole war eine Herausforderung für den Komponisten.

### Veröffentlichungen
Ein offizielles Soundtrack-Album, Seiken Densetsu 2 – Original Sound Version, wurde im August 1993 in Japan veröffentlicht und enthält 44 Musiktitel aus dem Spiel. Eine englische Version, die mit dem japanischen Original identisch ist, abgesehen von den lokalisierten Verpackungs- und Titeltiteln, wurde später im Dezember 1994 in Nordamerika als Secret of Mana Original Soundtrack veröffentlicht. Damit ist Secret of Mana eines der ersten japanischen Spiele mit einer lokalisierten Soundtrack-Veröffentlichung außerhalb Japans.
Ein Album mit arrangierter Musik wurde 1993 als Secret of Mana + produziert. Die Musik auf dem Album wurde vollständig von Kikuta komponiert und arrangiert. Secret of Mana + enthält einen einzelnen fast 50 Minuten langen Track mit dem Titel Secret of Mana, der auch Themen aus der Musik von Trials of Mana enthält, das sich zu diesem Zeitpunkt noch in der Entwicklung befand. Der Stil des Albums wurde von Kritikern als „experimentell“ beschrieben, wobei „seltsame Geräusche“ wie Wasserfälle, Vogelstimmen, Handygeräusche und „Tippgeräusche“ verwendet wurden. Die Musik wurde auch von Kritikern so beschrieben, dass sie viele verschiedene Musikstile abdeckt, wie „debussische impressionistische Stile, seine eigenen schweren elektronischen und Synth-Ideen und sogar Ideen populärer Musiker“.
Das neueste Musikalbum aus dem Spiel ist ein 2012 arrangiertes Album mit dem Titel Secret of Mana Genesis – Seiken Densetsu 2 Arrange Album arrangieren. Die 16 Tracks sind aktualisierte Versionen der ursprünglichen Super NES-Tracks, und Kikuta sagte in den Liner Notes für das Album, dass sie so klingen „wie er wollte, dass die Musik klingt, als er sie schrieb“, ohne die Einschränkungen der Super NES-Hardware. Kritiker wie Patrick Gann von RPGFan stellten jedoch fest, dass die Unterschiede gering waren.

### Remake 2018
Die Musik für das Remake 2018, das neben den neu arrangierten Stücken auch remasterte Versionen des Original-Soundtracks enthält, wurde von Kikuta betreut und von zahlreichen Spielekomponisten wie Yuzo Koshiro und Tsuyoshi Sekito arrangiert. Der Soundtrack wurde als Album mit dem Titel Secret of Mana Original Soundtrack veröffentlicht, kurz nach der Veröffentlichung des Remakes im Februar 2018. Auf Synchronizität mit dem Bild wurde bei dem Soundtrack und der Programmierung nicht mehr geachtet; das Spielen von Musik ist auf moderner Hardware auch nicht mehr mit dem übrigen Spiel ineinander verschränkt.

## Rezeption
Die Kritiken für Secret of Mana fielen grundsätzlich positiv aus. Das Spiel wurde sowohl für seine visuelle und akustische Gestaltung als auch für seine Mehrspielermöglichkeiten gelobt. Das Spiel erhielt beträchtliche Anerkennung für seine farbenfrohen Grafiken, die weitläufige Handlung, das Ring-Menüsystem und das innovative Echtzeit-Kampfsystem. Kritiker lobten vor allem auch den Soundtrack von Hiroki Kikuta. Auch Spieler schätzen das Spiel retrospektiv als hochwertig ein, so wählten 2006 die Leser des japanischen Famitsu-Magazins eine Liste der 100 besten Videospiele, unter denen Secret of Mana einen 97. Platz fand. Negativ angemerkt wurde die mangelhafte künstliche Intelligenz der Begleiterfiguren.

“I experienced this amazing game just as the Playstation was about to be released, and in that respect it serves as a fitting swansong to the 16-bit era in my eyes. […] The music is some of the best you are likely to hear ANYWHERE, let alone on the SNES.”

„Ich erlebte dieses verblüffende Spiel kurz vor Veröffentlichung der PlayStation, und in dem Bezug passt es als Schwanengesang der 16-Bit-Ära. […] Die Musik gehört wahrscheinlich zu dem Besten, was man irgendwo hören kann, geschweige denn auf dem SNES.“

IGN bewertete das Spiel 2008 im Rahmen der Virtual-Console-Wiederveröffentlichung und schätzte den Umstand positiv, dass für ein Spiel zu dritt auf der Wii-Konsole, abgesehen von Gamepads, kein zusätzliches Zubehör nötig sei.

“The game’s appeal hasn’t dropped off at all in the past 15 years, and elements like the leveling-up system and ring menus continue to feel unique even after a decade and a half. […] there are many more reasons it’s been named to the Top 100 Games of All Time, so many times, over the years. […] Secret of Mana is well worth your notice […] you can rediscover (or experience for the first time) one of Squaresoft’s most loved 16-bit SNES classics.”

„Der Reiz des Spiels ist in den vergangenen 15 Jahren gar nicht gesunken, und Elemente wie Stufensystem und Ringmenüs fühlen sich auch nach anderthalb Jahrzehnten immer noch einzigartig an. […] es gibt viele Gründe, warum es so viele Male über die Jahre als eines der 100 besten Spiele aller Zeiten genannt wurde […] Secret of Mana ist Ihre Beachtung wohl wert […] Sie können einen von Squaresofts meistgeliebten 16-Bit-Klassikern für das Super Nintendo wiederentdecken (oder erstmals erleben).“